# Olavi Koivukangas
Eino Olavi Koivukangas, född den 12 november 1941 Halso, är en finländsk historiker.
Koivukangas blev fil.dr. 1986. Koivukangas utsågs 1974 till direktör för det nygrundade Migrationsinstitutet och blev 1991 docent i Australiens historia vid Åbo universitet. Han har som forskare särskilt ägnat sig åt den finländska emigrationen till Australien och Nya Zeeland. Han erhöll professors titel 2002.